# Microspingus erythrophrys
La monterita cejirrufa o monterita ceja castaña (Microspingus erythrophrys), también denominada dominiquí de cejas rojizas o monterita ceja rojiza, es una especie de ave paseriforme de la familia Thraupidae perteneciente al género Microspingus, antes situada en Poospiza. Es nativa de la región andina del oeste de Sudamérica.

## Distribución y hábitat
Se distribuye a lo largo de los Andes desde el centro de Bolivia (Cochabamba) hacia el sur hasta el noroeste de Argentina (hasta Catamarca).
Esta especie es considerada poco común en sus hábitats naturales: los bosques montanos y sus bordes entre 1200 y 2800 m de altitud.

## Sistemática

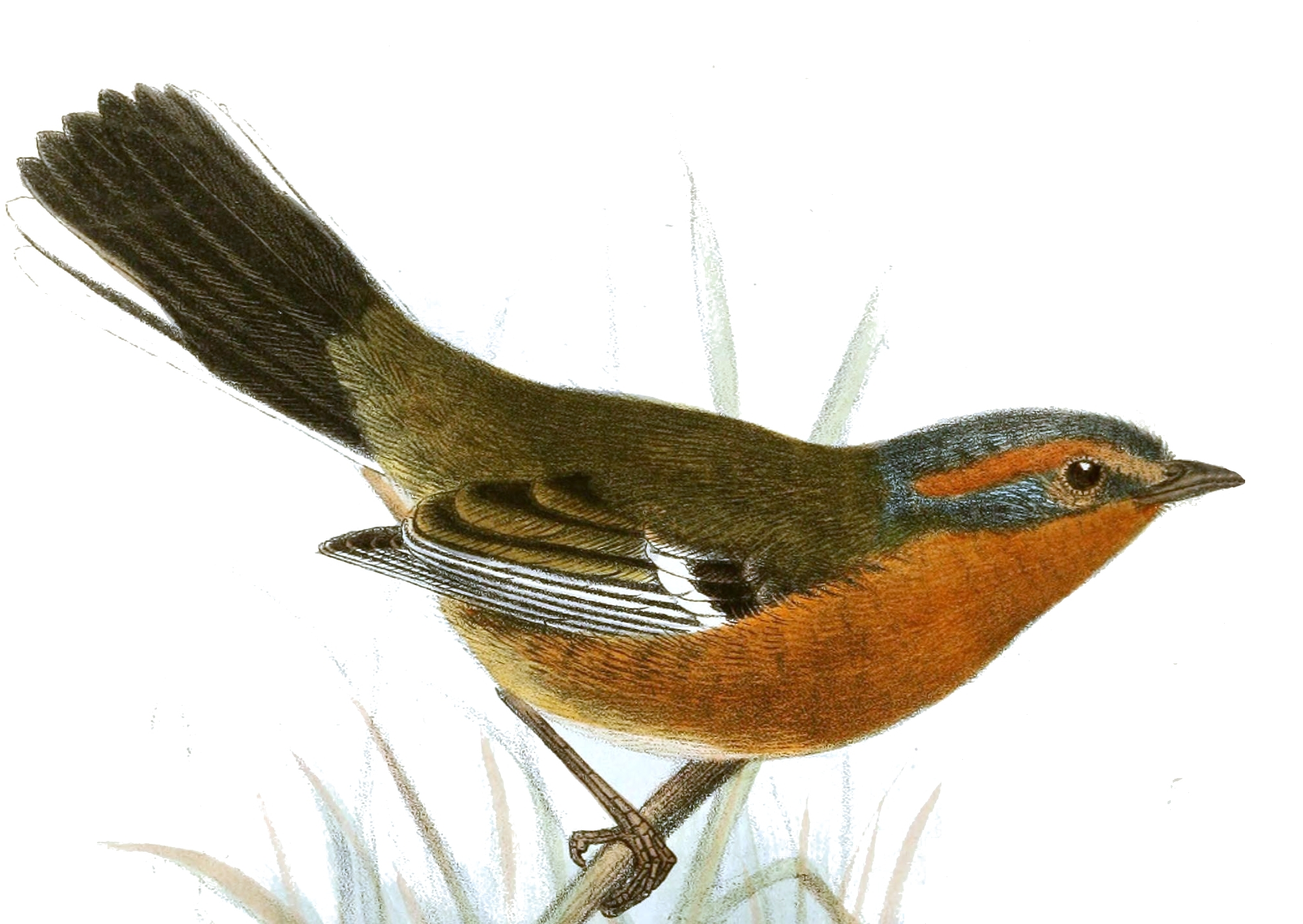
Poospiza erythrophrys, ilustración de Joseph Smit en The Ibis, 1881.

### Descripción original
La especie M. erythrophrys fue descrita por primera vez por el zoólogo británico Philip Lutley Sclater en 1881 bajo el nombre científico Poospiza erythrophrys; su localidad tipo es: «Sierra de Totoral, Catamarca, Argentina».

### Etimología
El nombre genérico masculino «Microspingus» se compone de las palabras griegas «μικρος mikros» que significa pequeño y «σπιγγος, σπιζα spingos» que es el nombre común del ‘pinzón vulgar’; y el nombre de la especie «erythrophrys», se compone de las palabras griegas «eruthros»: rojo  y «ophrus»: ceja; significando «de ceja rojiza».

### Taxonomía
La presente especie, junto a otras seis, fueron tradicionalmente incluidas en el género Poospiza, hasta que en los años 2010, publicaciones de filogenias completas de grandes conjuntos de especies de la familia Thraupidae basadas en muestreos genéticos, permitieron comprobar que formaban un clado fuertemente soportado por los resultados encontrados, lejano al resto de las especies del género que integraban; para individualizarlo genéricamente, Burns et al. (2016) propusieron la resurrección del género Microspingus. El reconocimiento del género resucitado y la inclusión de especies fue aprobado en la Propuesta N° 730.14 al Comité de Clasificación de Sudamérica (SACC).

### Subespecies
Según las clasificaciones del Congreso Ornitológico Internacional (IOC) y Clements Checklist/eBird v.2019 se reconocen dos subespecies, con su correspondiente distribución geográfica:
- Microspingus erythrophrys cochabambae (Gyldenstolpe, 1941) – Andes del oeste de Bolivia (Cochabamba y Chuquisaca).
- Microspingus erythrophrys erythrophrys (P.L.Sclater, 1881) – Andes of Bolivia (Tarija) y noroeste de Argentina.